# Oncidium pergameneum
Oncidium pergameneum är en orkidéart som beskrevs av John Lindley. Oncidium pergameneum ingår i släktet Oncidium och familjen orkidéer. Inga underarter finns listade i Catalogue of Life.